# Liste der Gouverneure von Deutsch-Neuguinea
Deutsch-Neuguinea war von 1884 bis 1914 (de facto) bzw. bis 1919 (de jure) eine deutsche Kolonie. Die Verwaltungschefs führten den Titel Landeshauptmann bzw. Kommissar, bis die Neuguinea-Kompagnie die Landeshoheit 1899 endgültig an das Deutsche Reich zurückgab.

## Landeshauptmänner und Kommissare
- 1885–1887 Gustav von Oertzen (Kaiserlicher Kommissar)
- 1886–1888 Georg von Schleinitz (Landeshauptmann der Neuguinea-Kompagnie)
- 1888–1889 Reinhold Kraetke (Landeshauptmann der Neuguinea-Kompagnie)
- 1889–1892 Fritz Rose (Kaiserlicher Kommissar)
- 1892–1895 Georg Schmiele (Landeshauptmann der Neuguinea-Kompagnie)
- 1895–1896 Hugo Rüdiger (Landeshauptmann der Neuguinea-Kompagnie)
- 1896–1897 Curt von Hagen (Landeshauptmann der Neuguinea-Kompagnie)
- 1897 0 000 Albert Hahl (geschäftsführender kommissarischer Landeshauptmann der Neuguinea-Kompagnie)
- 1897–1899 Hugo Skopnik (Landeshauptmann der Neuguinea-Kompagnie)

## Gouverneure
- 1899–1902 Rudolf von Bennigsen
- 1902–1914 Albert Hahl
- 1914–1920 Eduard Haber

Eduard Haber führte die Amtsgeschäfte 1914 stellvertretend für Hahl in Rabaul und ab 1915 von Berlin aus.